# NGC 1264
NGC 1264 é uma galáxia espiral barrada (SBab) localizada na direcção da constelação de Perseus. Possui uma declinação de +41° 31' 13" e uma ascensão recta de 3 horas, 17 minutos e 59,5 segundos.
A galáxia NGC 1264 foi descoberta em 19 de Outubro de 1884 por Guillaume Bigourdan.